# Nomisia satulla
Nomisia satulla är en spindelart som först beskrevs av Simon 1909.  Nomisia satulla ingår i släktet Nomisia och familjen plattbuksspindlar.
Artens utbredningsområde är Etiopien. Inga underarter finns listade i Catalogue of Life.